# Бескидський тунель
Бески́дський туне́ль — другий за довжиною (після Лутугинського) залізничний тунель в Україні. Розміщений в Українських Карпатах, на Бескидському перевалі. Належить до 5-го Пан'європейського транспортного коридору (Італія — Словенія — Угорщина — Словаччина — Україна).
Старий одноколійний Бескидський тунель побудований у 1886 році.
24 травня 2018 року офіційно відкрили новий двоколійний Бескидський тунель, а 25 травня ним рушив перший потяг. Пропускна здатність тунелю збільшилася з 47 до 100 пар поїздів на добу, а швидкість проходження зросла з 15—40 до 60—70 км/год.

## Опис і конструкція одноколійного тунелю
Бескидський одноколійний залізничний тунель збудований між станціями Бескид і Скотарське Мукачівської дистанції Львівської залізниці (Ужгородська дирекція). Його поздовжній переріз — це штольня майже круглого перерізу з відкритими виходами назовні. Північний портал тунелю розміщений на території земель Опорецької сільської ради Сколівського району Львівської області, а південний — у Воловецькому районі Закарпатської області. Тунель проходить під головним карпатським вододільним хребтом.
Загальна довжина тунелю становить 1764,5 м. Він пробитий у товщі Кросненської зони, в якій чергуються пісковики та алевроліти з кутами падіння пластів 65—80° і пролягає на глибині 180 м від поверхні Бескидського хребта; висота пролягання тунелю над рівнем моря — 800 метрів. Приблизно на середині тунелю підйом змінюється спуском.

## Історія
Тунель був спроєктований і збудований ще за часів Австро-Угорщини у 1886 році. За часів експлуатації паровозної тяги на цій ділянці залізниці тунель був вельми незручним відтинком колії для залізничників і пасажирів, оскільки під час руху потягу всередині тунелю він наповнювався парою і димом. Тому, при проїзді Бескидського тунелю, пасажири вагонів щі́льно зачиняли вікна і прикривали роти та носи хустинками.
У часи Другої світової війни — у ході Львівсько-Сандомирської операції, при відступі німецько-угорських військ, — інженерно-саперні підрозділи 1-ї угорської армії підірвали обмурівку тунелю і порталів, що спричинило обвал північної і центральної частин штольні. Рух потягів на лінії Стрий — Мукачево був зупинений на два роки. Силами залізничних та інженерних військ радянської армії тунель відремонтували за два роки, і він став до ладу в липні 1946 року.

## Реконструкція, будівництво нового двоколійного тунелю
У 2006 році «Укрзалізниця» оголосила тендер на реконструкцію Бескидського тунелю.

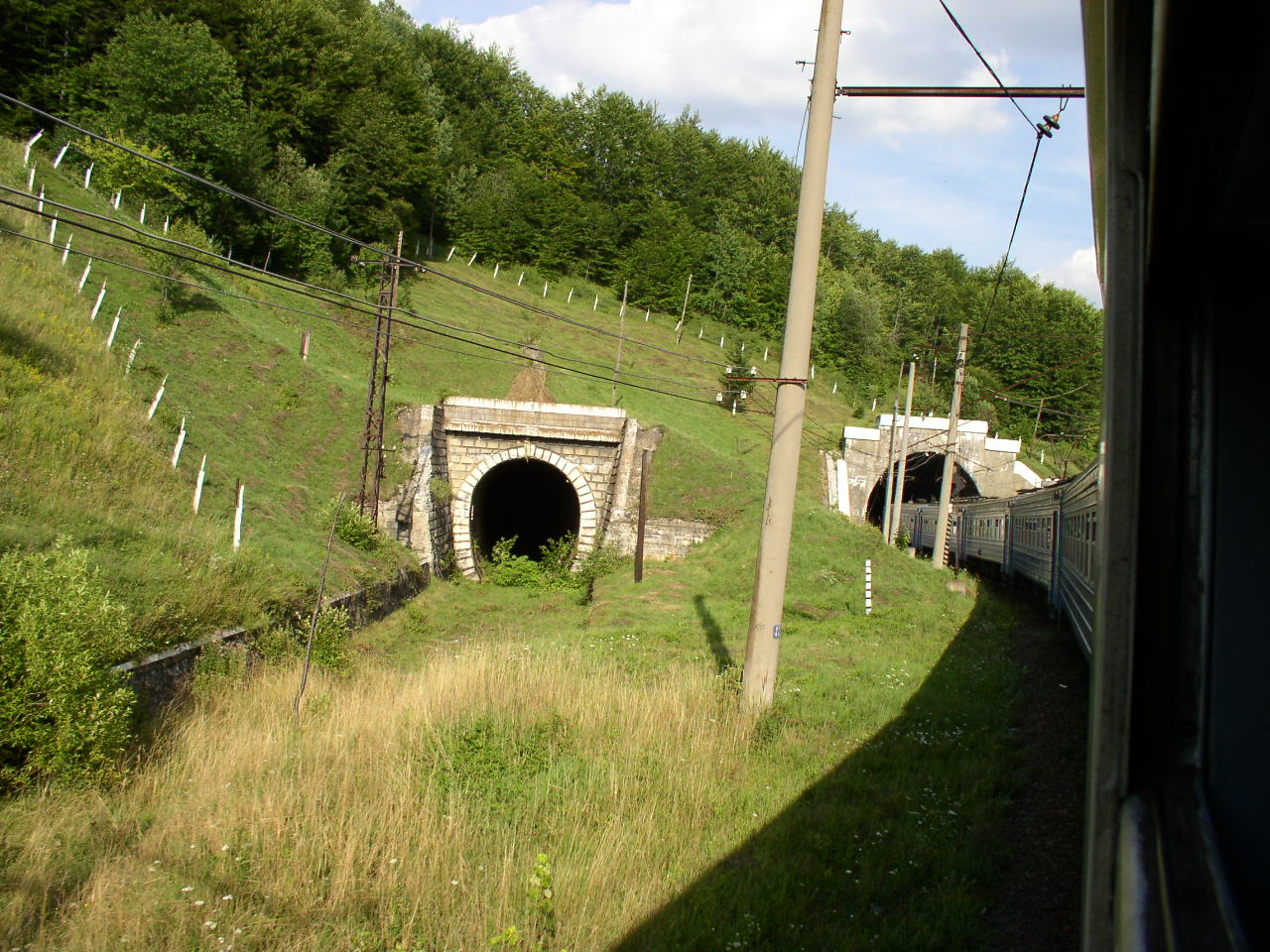
Новий двоколійний тунель, паралельный старому, одноколійному

З 2007 року тривали проєктно-вишукувальні роботи, розвідка рельєфу і геодезичні роботи. На ці роботи виділено кошти в сумі 40 млн. доларів США від ЄБРР. Бескидський тунель — перший значний елемент транзитної транспортної інфраструктури України, що створюється за роки незалежності із залученням іноземних фінансових ресурсів. Проєктом передбачено будівництво нових під'їзних шляхів і створення нового двоколійного залізничного тунелю поряд з діючим, завдовжки 1822 м і площею поперечного перетину 115 м².
Підготовчі роботи розпочато 2011 року. Впродовж наступних двох років було проведено міжнародний тендер з вибору підрядника для проєктування та будівництва тунелю. У серпні 2013 року затверджено проєкт.
Безпосередньо будівництво розпочалося у 2013 році.
За проєктом новий тунель буде двоколійним, протяжністю 1822 метри (без порталів 1764,5 м). Ширина становитиме 10,5 м, висота — 8,5 м.
Будівництво планувалося завершити 2016 року, потім внаслідок економічної кризи, спричиненої російською збройною агресією проти України, фінансування робіт стало недостатнім і були думки, що будівництво триватиме до 2017 року.
У липні 2014 року пройдено 370 метрів тунелю, у жовтні — понад 500 метрів.
У січні 2015 року пройдено 850 м тунелю, залишилося прокласти ще 900.
Березень 2015 року — пройдено 1 км тунелю.
9 квітня 2015 року будівельниками вже пройдено 1116 метрів верхнього уступу.
6 липня 2015 року було пройдено 1308 метрів верхнього уступу.
28 серпня 2015 року пройдено 1463 метри верхньої колоти.
10 вересня 2015 року пройдено 1505 метрів.
21 січня 2016 року завершено перший етап будівництва, а за місяць вже прокладено 100 метрів нижнього уступу. Бюджет першого етапу будівництва становив 39,71 млн доларів кредитних коштів ЄБРР. Очікується, що будівельні роботи завершаться в четвертому кварталі 2017 року, а перший поїзд поїде по новому тунелю в другому кварталі 2018 року.
На початок травня 2016 року вже пройдено 430 метрів нижнього уступу майбутнього тунелю.
16 червня 2016 року будівельники пройшли 784 метри нижнього уступу нового двоколійного тунелю між Львівщиною та Закарпаттям. Цей показник на понад 90 метрів випереджає графіки проходження нижньої частини, середня швидкість проходження — 6,5—7 метрів на добу. 
8 серпня 2016 року вже пройдено 1177 метрів. Цей показник більш ніж на 260 метрів випереджає графік проходження нижньої частини тунелю. 
9 вересня 2016 року будівельники пройшли 1414 метрів. Розпочато спорудження ніш та камер для колійників під час проїзду потяга через тунель. На відстані 411 метрів від східного порталу споруджується прохід між новим та старим тунелями.
5 жовтня 2016 року завершено перший евакуаційний канал між тунелями і триває спорудження другого.
29 жовтня 2016 року заступник начальника департаменту колій і споруд «Укрзалізниці» Георгій Линник повідомив про завершення робіт по проходці тунелю..
22 лютого 2017 року залізничники перейшли до виконання робіт першого етапу колійного розвитку станції Бескид, що включав в себе реконструкцію шляху на підходах до тунелю, облаштування контактної мережі і монтаж пристроїв автоматики і зв'язку.
20 квітня 2017 року міністр інфраструктури України Володимир Омелян на II Українському інфраструктурному форумі, який проходив в Києві, повідомив, що у 2017 році буде відкрито Бескидський тунель. Раніше повідомлялось, що завершити весь цикл робіт зі спорудження тунелю графіком планували у IV кварталі 2017 року, а ввести об'єкт в експлуатацію — у ІІ кварталі 2018 року.
Станом на 15 травня 2017 року будівельники «Укрзалізниці» облаштували 1527 м (85 % від загальної довжини) лоткової частини тунелю, виконані роботи щодо гідроізоляції основи (1572 м), склепіння і стін (384 м), завершена постійна обробка 336 м тунелю.
6 жовтня 2017 року будівництво тунелю було завершено, сумарна вартість робіт становила 102,7 млн євро. Спочатку планувалось завершити будівництво до 6 листопада.
Відкриття тунелю відбулося 24 травня 2018 року, а рух потягів розпочався 25 травня..
«Укрпошта» виготовила пам'ятні конверти загальним тиражом 80 тисяч примірників, присвячені запуску нового Бескидського тунелю. Також в Києві і Львові пройшло погашення поштовими штемпелями «Відкриття нового двоколійного Бескидського тунелю».
25 травня 2018 року всі пасажири поїзда № 108/107 сполученням Одеса — Ужгород, який першим серед пасажирських потягів прослідував через новозбудований двоколійний Бескидський тунель, одержали несподівані подарунки від залізничників. Працівники поїзної бригади вручили пасажирам пам'ятні сувеніри з поштовими конвертами з маркою, з нагоди історичної події — запровадження залізничного руху через новий Бескидський тунель.
Також «Укрзалізниця» скористалася послугою «Власна марка» і виготовила партію поштових марок, присвячених до цієї події.

## Найвідоміші факти
Новий двоколійний Бескидський тунель має удвічі збільшити потік поїздів через Карпати, який станом на 2017 рік становить лише 42 на добу.
- Проєкт з будівництва тунелю стартував у 2007 році, у якому розпочалися перші проєктно-вишукувальні роботи, розвідка рельєфу і геодезичні роботи з будівництва майбутнього Бескидського тунелю, які фінансував ЄБРР.
- Довжина нового тунелю — 1764,5 м; ширина — 10,5 м; висота — 8,5 м. У серпні 2013 року затверджено остаточний проєкт будівництва тунелю, а також безпосередньо стартували роботи на місці.
- Ціна робіт склала 102 мільйони євро.
- Будівництво нового Бескидського тунелю — міжнародний проєкт, який повністю фінансується за кошти Європейського Банку Реконструкції та Розвитку.
- Гарантія експлуатації — 100 років. До речі, старий одноколійний тунель ефективно експлуатується понад 130 років.
- Новозведений Бескидський тунель обладнають спеціальними датчиками загазованості повітря і камерами відеонагляду при в'їзді, виїзді та всередині. Встановлять спеціальні витяжки.
- Стратегічне значення. Тунель стане частиною Пан'європейського транспортного коридору, який проходить територією Італії, Словенії, Угорщини, Словаччини та України.
- Двоколійний Бескидський тунель протяжністю 1764,5 м залишається другим в Україні, після Лутугинського на Луганщині — 2063 м.